# Jidyszyzm (kultura)
Jidyszyzm – ruch i prąd kulturowy wewnątrz kultury żydowskiej, uznający jidysz za język narodowy Żydów, stojący w opozycji do syjonizmu, który za taki język uważał hebrajski. 
Ruch ten należałoby jednak rozpatrywać na innej płaszczyźnie niż syjonizm, który historycznie był ruchem stricte politycznym. Jidyszyzm  miał z założenia charakter językowo-społeczno-kulturowy, choć często de facto łączył się z socjalistyczną ideologią Bundu lub autonomizmem polskich fołkistów. Zarówno Bund, jak i Fołks-Partaj, uznawały Żydów za naród żyjący w diasporze, pozbawiony terytorium, lecz o własnej kulturze oraz postulowały utworzenie autonomii kulturowej na terenach zamieszkałych przez ludność żydowską. Autonomia ta miała być utworzona w oparciu o język jidysz, który był ówcześnie powszechnym językiem mas żydowskich. W sukurs tej opcji politycznej przychodził właśnie jidyszyzm i jidyszyści, którzy byli gorliwymi zwolennikami języka i kultury jidysz. 
Do czołowych prekursorów jidyszyzmu zaliczani są Aleksander Cederbaum, Mendele Mojcher Sforim, Icchok Lejb Perec i Szolem Alejchem. 
Z czasem spór czy też dylemat o charakterze kulturowym, rozpoczęty na przełomie XIX i XX w., o to który z języków żydowskich ma ostatecznie dostać status języka narodowego, nabrał na sile i został upolityczniony, stając się jednym z filarów programowych poszczególnych opcji politycznych. Jednym z przełomowych momentów, ów spór zaogniających, była powołana w 1908 roku konferencja językowa w Czerniowcach, zorganizowana przez Natana Birnbauma, Chaima Żytłowskiego, Dawida Pinskiego i Jakuba Gordina. Choć miała ona charakter kulturowy, a jej uczestnikami byli głównie literaci i artyści, spowodowała dalszą eskalację napięć pomiędzy różnymi opcjami politycznymi opowiadającymi się odpowiednio za jidysz lub hebrajskim. Sama konferencja była przełomowa również na polu kultury i przyniosła krótkotrwałe zwycięstwo jidyszystów, bowiem delegaci niewielką liczbą głosów opowiedzieli się właśnie za jidysz. Wielu wybitnych twórców jak przykładowo Icchak Lejbusz Perec, którzy uprzednio, nie mogąc zdecydować się na jeden z nich, pisali w obu językach, po konferencji czerniowieckiej stało się gorliwymi jidyszystami i zaczęło pisać głównie w tym języku.
Kres koncepcji jidyszyzmu, jak i całej kultury żydowskiej w Europie, przyniosła II wojna światowa, a ostateczny cios został zadany w roku 1952 na moskiewskim procesie ostatnich wielkich pisarzy tworzących w jidysz, którym niejednokrotnie cudem udało się przeżyć wojnę. Szukając w sowieckiej Rosji schronienia, zostali uznani tam przez reżim stalinowski za wrogów ludu i rozstrzelani.
Echa sporu i niechęć do jidyszyzmu jeszcze do niedawna były silnie obecne w kulturze politycznej Izraela, gdzie syjoniści zwykli podkreślać, iż to ich koncepcja była tą jedynie słuszną, a w sporze pomiędzy autonomistami i jidyszystami a syjonistami i zwolennikami hebrajskiego, w zderzeniu z historią jedna z tych opcji poniosła tragiczną klęskę… Przełożenie tego na politykę było m.in. przyczyną tak gorliwego zwalczania języka jidysz u zarania nowo powstałego państwa.